# Inferno - Canto trentaduesimo

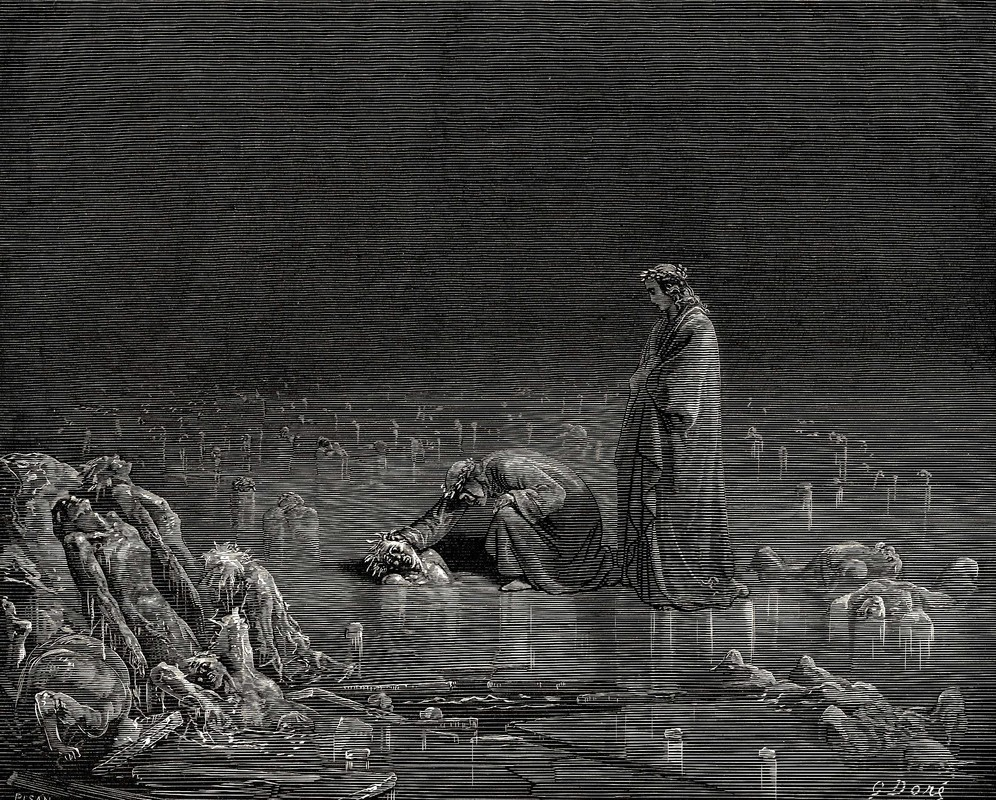
Dante incontra Bocca degli Abati (Canto XXXII). Illustrazione di Paul Gustave Doré.

Il canto trentaduesimo dell'Inferno di Dante Alighieri si svolge nella prima e nella seconda zona del nono cerchio, nella ghiaccia del Cocito, dove sono puniti rispettivamente i traditori dei parenti (Caina) e quelli della patria e del partito (Antenora); siamo nel pomeriggio del 9 aprile 1300 (Sabato Santo), o secondo altri commentatori del 26 marzo 1300.

## Incipit
(Anonimo commentatore dantesco del XIV secolo)

## Analisi del canto

### Invocazione di Dante - versi 1-15
Il canto inizia con le celebri terzine nelle quali Dante invoca le Muse per trovare rime aspre e chiocce, cioè abbastanza dure e rauche, da adattarsi alla triste degradazione della zona più bassa dell'Inferno, il cerchio nono dedicato ai traditori, coloro che, secondo quanto si legge nel canto XI, sono coloro che hanno violato il patto di che la fede spezïal si cria, cioè quello tra persone propense a fidarsi per i vincoli speciali di parentela, di dovere civico, di ospitalità o di benevolenza. Dante quindi cercava un effetto retorico-linguistico che fosse estremamente opposto alla dolcezza (come il dolce stil novo).
Dante è quindi nel triste buco, il pozzo, sul quale pontan, cioè si appoggiano con la base, tutte le altre rocce dell'Inferno. Qui non trova parole adatte per descrivere (Dante usa il verbo "spremere") pienamente il "succo" del suo pensiero, e nel Dante-scrittore si affaccia il timore di non essere all'altezza: dopotutto narrare il fondo dell'universo (il punto più basso del cosmo secondo la concezione tolemaica geocentrica, inteso come il più lontano da Dio) non è impresa da pigliare a gabbo (da prendere sottogamba) né è cosa adatta per la lingua che chiami mamma o babbo.
Su cosa intendesse Dante con la lingua di "mamma o babbo" non è chiaro ed è oggetto di controversia: la spiegazione più semplice è che indichi la lingua infantile, ma perché Dante avrebbe avuto bisogno di usare una lingua da bambini adesso? Altrimenti essa viene intesa come l'italiano in generale, anche se l'espressione apparirebbe un po' svilente verso quel volgare che Dante proprio con la sua Comedìa si proponeva di nobilitare; mediando le due ipotesi si può intendere l'espressione come indicante una lingua istintiva, al contrario della lingua controllata e ricercata del linguaggio dell'arte letteraria. Può essere utile la citazione del De Vulgari Eloquentia dove Dante condannava "mamma" e "babbo" come termini puerili inadatti per lo stile elevato, forse da intendere in questo caso come stile adeguato a ciò che il poeta si apprestava a descrivere.
Segue quindi un'invocazione a quelle donne [...] ch'aiutarono Anfione a chiudere Tebe (vv. 10-11), cioè le Muse che diedero la capacità al poeta greco di richiamare addirittura le pietre con la bellezza del suo canto che spontaneamente scesero dal monte Citerone e formarono le mura di Tebe (in questo senso chiudere è usato nel senso di recintare). Questo affinché l'esperienza vissuta (il fatto) e quella narrata (il dir) non siano divergenti.
Infine un'invettiva di una terzina contro i dannati di questo loco onde parlare è duro (che è difficile da descrivere), che meglio sarebbe stato se fossero nati pecore o capre (zebe).

### La Caina: i traditori dei congiunti - vv. 16-51

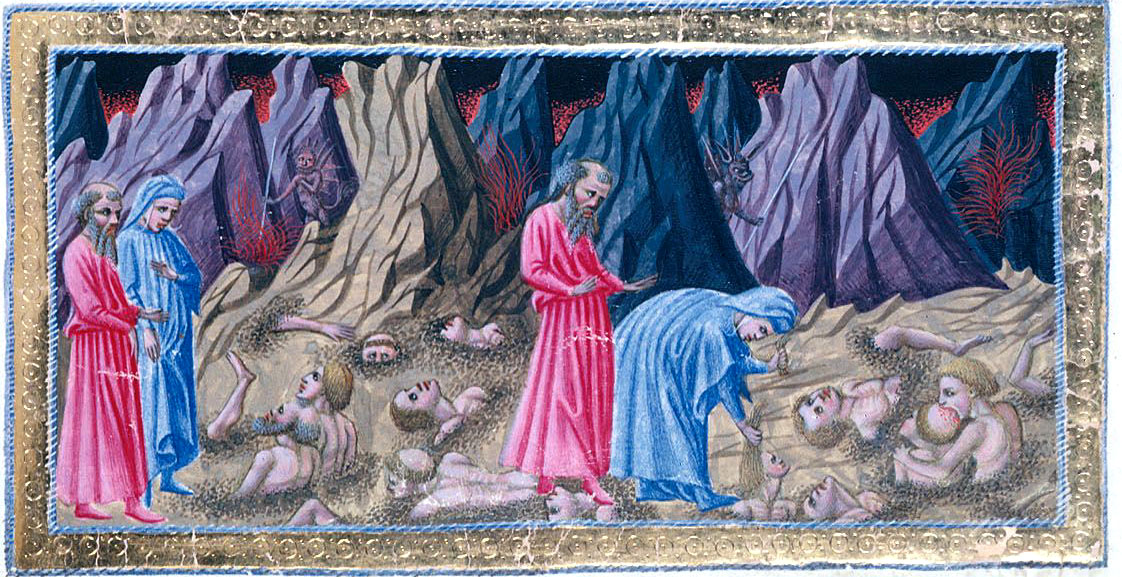
Canto 32, Priamo della Quercia

La narrazione poetica riprende quindi dal lago ghiacciato del Cocito, dove i due pellegrini sono stati appoggiati da Anteo, e Dante specifica come, guardando all'alta parete rocciosa appena sorpassata, essi si trovino ora più in basso dei piedi dei giganti. Improvvisa si leva una voce quasi di fantasma, da parte di un non precisato peccatore: (parafrasi vv. 19-21) "Guarda dove cammini: procedi in modo da non pestare con le piante dei piedi le teste dei fratelli miseri e stanchi nel fisico e nel morale (lassi)".
Dante si gira, ma la sua attenzione viene subito catturata non dal parlatore (forse le due anime appiccicate descritte poco dopo), ma dal lago ghiacciato che si accorge di avere sotto i piedi, più simile al vetro che all'acqua: non era così "velato" da crosta di ghiaccio il Danubio in Austria (da notare i germanicismi di Danoia e Osterlicchi), né il Tanai (il nome latineggiante del Don) sotto il freddo cielo del Nord; inoltre su questa crosta infernale sarebbe potuto cadere il "Monte Tambernicchi" (oggi noto con il nome di Monte Tambura) o il "Monte Pietrapana" (oggi noto con il nome di Monte Pania), due montagne delle Alpi Apuane, ma avrebbero fatto nemmeno scricchiolare il bordo del lago (dove la crosta è generalmente più sottile).
Analogamente alle rane che stanno affacciate col muso a gracidare d'estate (quando la villana sogna di mietere molto), così stavano i dannati, lividi fino al volto (indicato con perifrasi come il luogo dove appare il rossore della vergogna) e con i denti che battevano come fanno le cicogne col becco nella stagione amorosa. Questi dannati hanno tutti la faccia rivolta verso il basso e il loro dolore per questo freddo è testimoniato dalla bocca che batte, appunto, e dagli occhi che lacrimano (simbolo di cor tristo).
Dopo un'occhiata esplorativa, Dante guarda i due peccatori che sono vicini ai suoi piedi, così appiccicati da avere i capelli impiastricciati assieme. Dante gli chiede chi siano, ma essi, macabre carcasse umane, riescono solo a piegare in su il collo e far scorrere giù dagli occhi molli qualche lacrima fino alla bocca, prima che il flusso si congeli "riserrando" loro gli occhi; poi come assi di legno legate da dura spranga di ferro (forse si deve pensare a una botte), le loro teste sbatterono insieme dall'ira che li prese: l'immagine non è chiarissima, non si capisce se sbattano perché si erano allontanati per odio reciproco (si scoprirà tra pochi versi come siano due fratelli che si tradirono a vicenda) o per effetto della disperazione delle lacrime congelate, o per volere divino causato dall'aver alzato della testa infrangendo la propria pena. In ogni caso questa azione brutale, la prima del lago del Cocito, rende bene il clima di silenziosa desolazione e degradazione estrema del luogo.
Comunque, come verrà chiarito anche nella Tolomea, il fatto di avere il capo abbassato è un vantaggio per questi dannati, che almeno possono far scorrere via il pianto, mentre per i dannati a testa in su esso si congela negli occhi facendo rifluire il dolore all'interno di loro.

### Camicione de' Pazzi - vv. 52-69

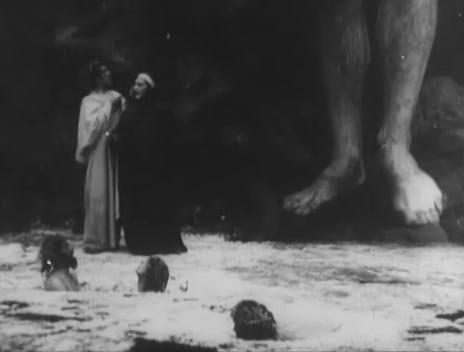
La Caina, versione cinematografica de L'Inferno (1911)

Un dannato allora prende la parola, sebbene stia rivolto in basso. Egli, notazione macabra, ha gli orecchi staccati dal gelo e probabilmente sta osservando Dante riflesso nel ghiaccio: (parafrasi vv. 54-69) "Perché ti specchi fissandoci così a lungo? Se vuoi sapere chi siano codesti due, essi sono figli di Alberto, possidente della valle dove scorre il Bisenzio. Uscirono dallo stesso corpo (cioè in parole meno aride nacquero dalla stessa madre) e per quanto tu possa cercare nella Caina non troverai ombra più degna d'esser fitta in gelatina (nel gelo, con intonazione ironica): non colui che ebbe il petto e l'ombra trafitti da un colpo di spada di re Artù (Mordred), né Focaccia (Vanni de' Cancellieri); né questo che col suo capo mi copre la vista e si chiama Sassolo Mascheroni, dopotutto se sei toscano saprai bene chi fu. E poi, perché tu non stia a tormentarmi con altre domande (notare il tono irritato) sappi che io sono Camicione de' Pazzi e che aspetto solo Carlino che mi scagioni, con la sua colpa ben più grave della mia."
In questo lungo monologo Camicione, esponente della famiglia dei Pazzi di Valdarno, che uccise a tradimento il suo congiunto Ubertino de' Pazzi, indica innanzitutto che questa zona del lago ghiacciato si chiama "Caina". Il nome deriva da Caino, biblico esempio primario di tradimento dei parenti o dei congiunti in generale.
Prima aveva descritto i due dannati avvinghiati ai piedi di Dante come figli del conte Alberto degli Alberti, Conti di Vernio e di Mangona, proprietari della rocca di Cerbaia nella Val Bisenzio: essi sono Napoleone e Alessandro Alberti, uccisi tra di loro tra il 1282 e il 1286 per questioni politiche e di interesse. A differenza dei mitologici Eteocle e Polinice, la cui fiamma si biforcava per l'odio anche durante la pira che bruciava i loro cadaveri (citata da Dante in Inf. XXVI, 54), essi sono invece condannati ad essere per l'eternità uniti l'uno all'altro.
In questo girone popolato in larga maggioranza da figure contemporanee, Camicione cita solo l'esempio praticamente didascalico di Mordred, il traditore di re Artù che nel ciclo bretone viene trafitto a morte dal re con tale furia che si ricorda nel Lancillotto del Lago come la ferita fosse talmente profonda da passarci un raggio di sole che bucò quindi anche la sua ombra.
Focaccia è invece Vanni de' Cancellieri, della rissosa famiglia pistoiese che per prima creò le fazioni dei guelfi bianchi e neri, il quale uccise un suo consorte a tradimento (secondo alcuni commentatori un parente stretto o un familiare, ma mancano elementi d'archivio per una vera documentazione). Pure Sassol Mascheroni, citato con cinica irritazione per come la sua testa copra la visuale a Camicione, è un traditore del quale non si hanno notizie storiche fondate.
Scopriremo presto come in questo girone i dannati non desiderano essere ricordati, anzi ci terrebbero a tenere ben nascosto il fatto di essere colpevoli di peccati così turpi. Ugolino della Gherardesca racconterà la sua storia solo per denunciare l'efferatezza del suo nemico, l'Arcivescovo Ruggieri, mentre in questo caso Camicione si nomina solo per evitare di essere tormentato da domande di Dante, in un'insofferente irritazione: egli però non manca di cogliere l'occasione per nominare con infamia anche un'altra persona, Carlino de' Pazzi (in realtà non era un parente ma apparteneva ai guelfi Pazzi di Firenze), che quando morirà verrà punito in una zona ancora più bassa dell'Inferno, tra i traditori della patria per il crimine di aver venduto il castello di Pietravigne ai guelfi neri, ottenendo un salvacondotto per rientrare a Firenze sebbene guelfo bianco; perciò anche la colpa di Camicione, al confronto gli sembrerà meno grave, stabilendo così una maligna graduatoria di reità.

### L'Antenora: Bocca degli Abati - vv. 70-123

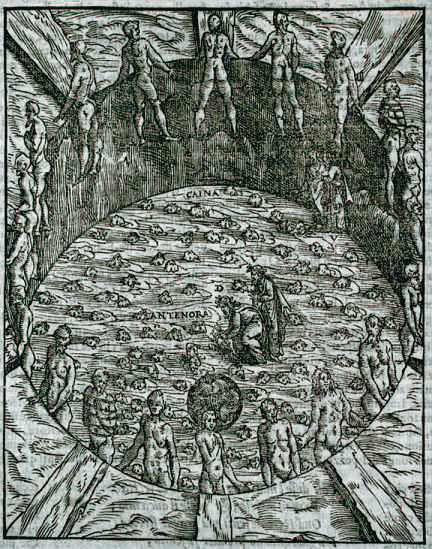
Caina e Antenora, illustrazione di Alessandro Vellutello (1534)

Dante prosegue senza commentare la scena precedente e si trova attorno a più di mille visi "cagnazzi" per il freddo: paonazzi? lividi? In ogni caso il pensiero di quella visione dà ribrezzo al Dante-scrittore (cioè il personaggio del narratore) e sempre gliene darà a ripensare a quei guadi gelati; e mentre procedono verso il centro, verso il quale ogni peso tende (il centro della terra), Dante trema nel gelido vento eterno. Tra le diverse zone del nono cerchio non vi sono barriere, ma solo una densa nebbia che  svela i luoghi gradualmente.
In questa terzina egli usa la rima in ezzo e in azzi, le peggiori combinazioni di suono che egli aveva indicato nel De Vulgari eloquentia, da evitare assolutamente nella poesia di stile elevato. È questo un esempio di rime aspre e chiocce richiamate a inizio del canto, unite alle numerose rime con suoni cupi (uso della u) e forti come le rime con doppia consonante (-accia, -etti, -olli, -inse, -ecchi, -onta...), e la rima tronca in "u" (Artù, più, fu).
A un certo punto egli percuote forte col piede una testa, forse per volontà sua, forse per destino (ovvero per la Provvidenza) o forse un caso della fortuna: come se la sua persona in quel caso fosse stato strumento di punizione divina. Quell'anima lo sgrida piangendo chiedendo perché lo pesta e perché gli faccia male, non fosse mai che egli sia venuto per accrescere la punizione di Montaperti...
Dante coglie al volo il riferimento e chiede a Virgilio di aspettarlo, perché deve togliersi un importante dubbio circa questo dannato, e che poi semmai riprenderà con tutta la fretta necessaria. Dante non lo dice, ma il dubbio in questione circa la Battaglia di Montaperti è relativo al sospetto di un tradimento nelle file guelfe, unanimemente sospettato ma mai appurato con certezza: qualcuno nella cavalleria guelfa, durante un duro attacco delle truppe tedesche di Manfredi aveva infatti mozzato di netto la mano del portainsegna Jacopo de' Pazzi, facendo così perdere il punto di riferimento per l'armata fiorentina che dovette poi procedere allo sbando.
Dante ha quindi un forte sospetto, visto il luogo dove si trova, di poter dare finalmente una soluzione alla questione. Torna dall'anima dannata, che bestemmiava ancora, e inizia un litigioso battibecco (il terzo all'Inferno dopo quello con Filippo Argenti e quello tra Maestro Adamo e Sinone) con un rapido scambio di battute: (parafrasi vv. 87-102)
Dante: "Chi sei tu lanci questi insulti così?"

Dannato: "E tu chi sei, che vai per l'Antenora picchiando le gote degli altri, che se (io? tu?) fossi stato vivo sarebbe stato troppo?" (verso dal significato ambiguo, forse può essere inteso come: "se io fossi vivo, non sopportando quest'ingiuria, mi sarei già vendicato")

Dante: "Vivo sono io, e questo potrebbe giovarti se chiedi fama, perché potrei scrivere il tuo nome nel mio racconto"

Dannato: "Io voglio il contrario, levati quindi di torno e non mi infastidire più, che non sai davvero come si lusinga da queste parti!"

Dante, afferrando il dannato per i capelli della collottola: "Ti converrà dire il tuo nome, se vuoi che ti rimangano capelli in testa"

Dannato: "Per quanto tu mi strappi i capelli non ti dirò chi sono io, nemmeno se per mille volte mi piombi (tomi) sul capo con tutto il tuo peso!"
Allora Dante nel pieno del suo sdegno questa volta violento gli strappa più d'una ciocca di capelli mentre il dannato urlava come un cane (latrando) con la faccia rivolta in basso.
Allora un altro traditore parla chiedendo che avesse Bocca da strillare tanto: (parafrasi vv. 107-108) "Che non ti basta il solito batter dei denti? Chi diavolo hai?". Dante allora ha avuto conferma del suo sospetto e lascia il traditore intimandogli di tacere ora, perché il ricordo della sua onta sarà rivelato. Bocca degli Abati, questo è il nome completo del dannato, non tace, anzi, adesso che è stato tradito da un traditore come lui, si affretta a nominare quanti più altri possibili, in modo che anch'essi subiscano la vergogna del loro riprovevole peccato: (parafrasi vv. 112-123) "Vattene pure e racconta quello che ti pare; ma se davvero uscirai di qui non tacere anche di quello che ebbe la lingua così pronta: lui è Buoso da Duera, che piange per il denaro ottenuto dai francesi, e potrai ben dire che l'hai visto là dove i peccator stanno freschi. E se ti domandassero 'poi chi altri c'era?' tu sei accanto a Tesauro Beccaria, al quale Firenze segò il collo. Più in là  credo ci sia Gianni de' Soldanieri con Ganellone e Tebaldello, che aprì le porte di Faenza quando tutti dormivano."
Bocca degli Abati quindi, una volta visto scoperto il suo segreto si affanna per svergognare più compagni possibili, elencando vari traditori della patria (solo Ganellone non è contemporaneo, ma è il personaggio della Chanson de Roland che tradendo rese possibile il massacro di Roncisvalle). Essi sono puniti nell'Antenora, che prende il nome da Antenore, personaggio già omerico (ma Dante non lo sapeva perché non aveva letto l'Iliade) citato anche da Servio quale traditore di Troia.
In nessun altro luogo dell'Inferno si era assistito a una mancanza di solidarietà tra i dannati così totale e sistematica come in questo cerchio dei traditori.

### Il conte Ugolino e l'arcivescovo Ruggieri - vv. 124-139

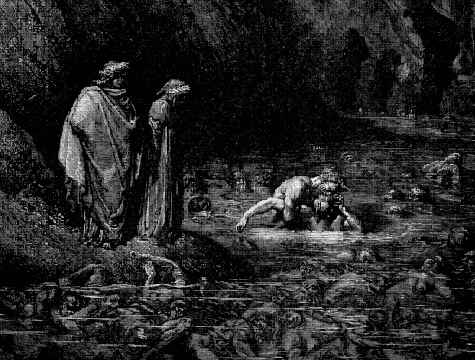
Incontro con Ugolino e l'arcivescovo Ruggieri, illustrazione di Gustave Doré

Di nuovo Dante si allontana in silenzio e più avanti nota, nella stessa zona, due traditori affiancati in una buca, uno dei quali fa da cappello al capo dell'altro: e come si mangia il pane per fame, così egli addentava alla nuca, non meno di come fece Tideo (Re di Tebe citato da Stazio) con le tempie di Melanippo per lo sdegno.
Dante chiede allora solennemente chi sia, rivolgendosi a quello che bestialmente mangiava l'altro, e perché: se infatti fa questa ritorsione a ragione Dante potrà, conoscendo loro e il loro peccato, parlare di loro su nel mondo, compensandoli, anche se gli si dovesse  seccare la gola (dunque si tratta di una promessa).
Si tratta del Conte Ugolino della Gherardesca e dell'Arcivescovo Ruggieri, la cui storia sarà magistralmente illustrata nel canto successivo e qui viene solo introdotta dalla richiesta di Dante.

## Il contrappasso
Il contrappasso dei traditori è generico e simile per tutte le quattro zone del cerchio con qualche particolarità secondaria tra zona e zona e in alcuni casi tra dannato e dannato. Innanzitutto il gelo che avvolge i traditori può essere messo in relazione con il freddo e la durezza "del cuore" necessario a chi compia con lucidità un tradimento, magari nella freddezza della premeditazione, in contrapposizione con il calore umano (o il fuoco della carità, come Dante la ritrarrà personificata nel Paradiso terrestre, sulla sommità del Purgatorio). Inoltre essi rappresentano il massimo della degradazione umana, essendo il loro peccato il più grave dell'Inferno e sono retrocessi nella loro immobilità a "pietre-umane" (si pensi al già grave degradamento dei ladri trasformati in serpenti o dei suicidi in sterpi, tutto sommato creature ben superiori alle pietre inanimate).